# Rodrigo D'Erasmo
Rodrigo D'Erasmo (San Paolo, 13 novembre 1976) è un violinista, compositore, arrangiatore e polistrumentista brasiliano naturalizzato italiano.

## Biografia
Nel corso della sua carriera ha collaborato con vari artisti del panorama italiano, tra cui Fritz da Cat, Nidi d'Arac, Bugo, Collettivo Angelo Mai, Cesare Basile, PFM, Simone Cristicchi, One Dimensional Man, Il Teatro degli Orrori, Gnut, A Toys Orchestra, Calibro 35, Ghemon, Dente, Giorgio Canali & Rossofuoco, Appino, Le luci della centrale elettrica, Eva Mon Amour, Daniele Silvestri, Dellera, Dimartino, Nada, Non voglio che Clara e Roberto Angelini. Con quest'ultimo nel 2005 ha inciso un album tributo a Nick Drake intitolato PongMoon sognando Nick Drake - Storie di note. Ha collaborato anche con artisti di livello internazionale quali Steve Wynn, John Parish, Rokia Traoré e Piers Faccini.
Dal giugno 2008 è entrato a far parte degli Afterhours, andando a sostituire Dario Ciffo, che aveva deciso di dedicarsi completamente al suo progetto parallelo, i Lombroso. Oltre al violino, in alcune canzoni suona anche la chitarra.
Ha suonato l'intro nel brano dei Muse, Survival, primo singolo estratto da The 2nd Law (2012) ed inno dei giochi olimpici di Londra.
È presente al Festival di Sanremo 2014 come direttore d'orchestra per il brano Babilonia di Diodato, in gara tra i giovani.
È presente come uno dei personaggi del romanzo di Chiara Gamberale, Per dieci Minuti, edito per Feltrinelli nel 2013.
Nel 2014 ha suonato per il rapper Ghemon nell'album Orchidee.
Nel 2016 partecipa come producer alla decima edizione di X Factor (Italia), affiancando Manuel Agnelli.
Nel 2017 compone la colonna sonora del film Terapia di coppia per amanti di Alessio Maria Federici
Nel maggio 2018 si esibisce con Diodato nel corso di Musica da Bere, dove ricevono la Targa premio della manifestazione.
È presente al Festival di Sanremo 2020 come direttore d'orchestra per il brano Fai rumore di Diodato, vincitore dell'edizione. L'anno seguente ha diretto 4 canzoni in gara: Santa Marinella di Fulminacci, Momento perfetto di Ghemon, Ogni cosa sa di te di Greta Zuccoli e Scopriti di Folcast.

## Discografia
Con Roberto Angelini 
- 2005 - PongMoon sognando Nick Drake - Storie di note

 Con gli Afterhours 
- 2012 - Padania
- 2016 - Folfiri o Folfox

 Con  Le luci della centrale elettrica 
- 2010 - Per ora noi la chiameremo felicità

 Con Appino 
- 2013 - Il testamento

 Con Manuel Agnelli 
- 2019 - An evening with Manuel Agnelli